# Diego Velázquez de Cuéllar

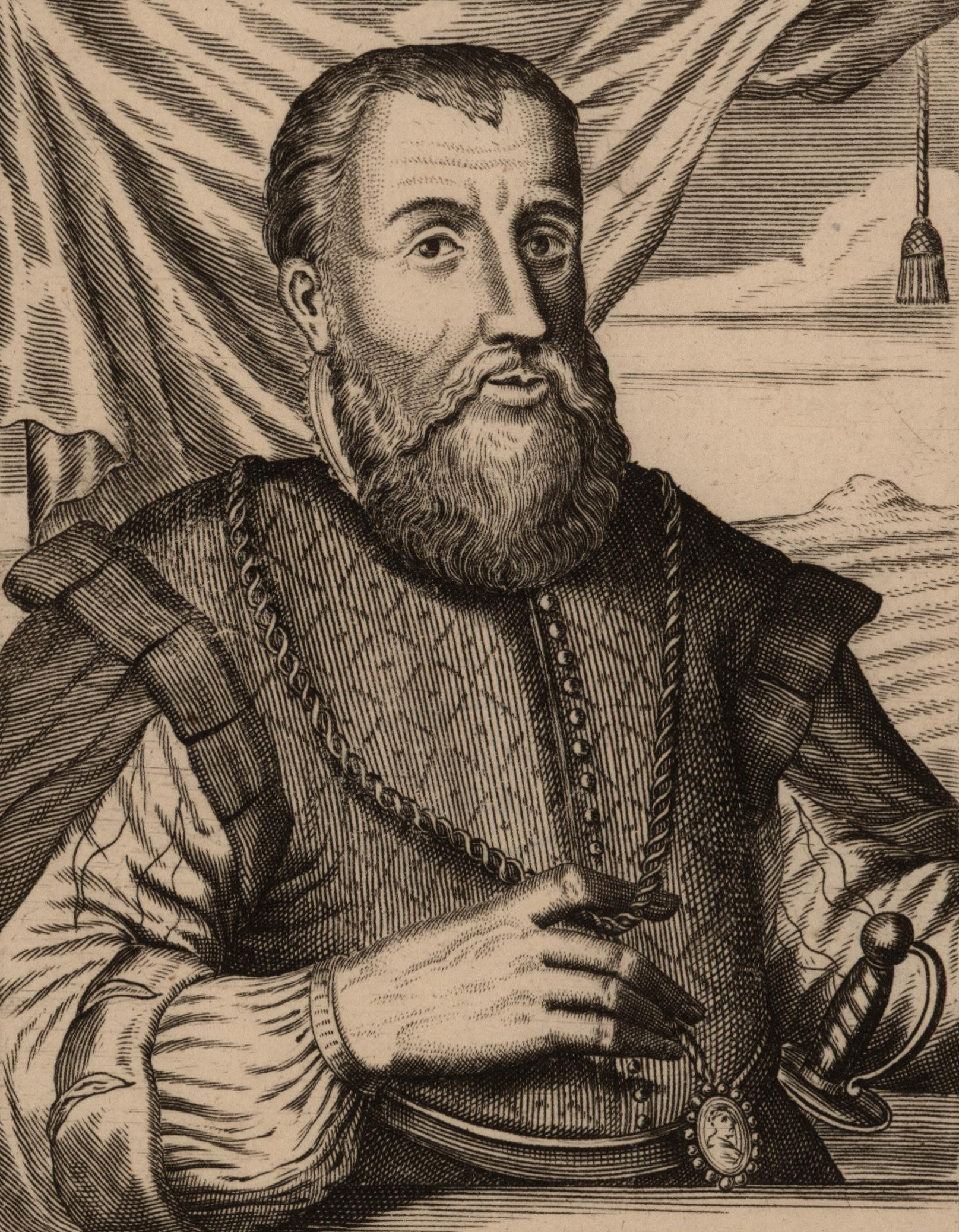
Diego Velázquez de Cuéllar.

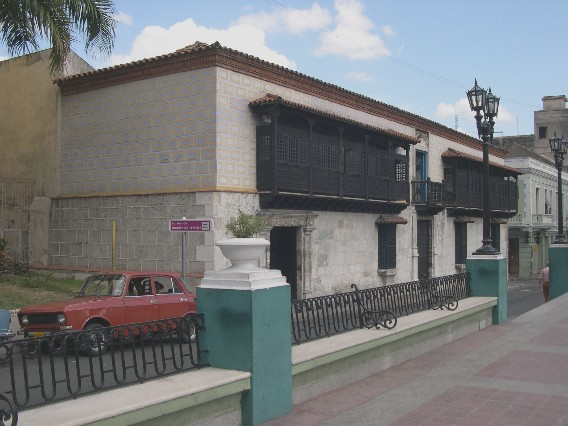
Diego Velázquez de Cuéllars hus i Santiago de Cuba.

Diego Velázquez de Cuéllar, född 1465 i Cuéllar, Kastilien och León, död 1524 i Santiago de Cuba, Kuba, var en spansk upptäcktsresande och conquistador.

## Biografi
Diego Velázquez de Cuéllar deltog i en av Christopher Columbus expeditioner, och ledde 1511 erövringen av Kuba tillsammans med Pánfilo de Narváez, där han sedan blev guvernör. Han grundade Kubas huvudstad Havanna den 25 augusti 1515, Santiago de Cuba den 28 juni 1514 och Trinidad den 23 december 1514. 
Hernán Cortés försökte övertala Velázquez att få kolonisera Amerika. Cortés sålde och pantsatte ivrigt alla sina landområden för att köpa fartyg och förråd. Han ordnade genom Diego Velázquez de Cuéllar, en annan avlägsen släkting och tillika hans svärfar, att han skulle få leda en expedition. Officiellt var målet att upptäcka och föra handel med de nya länder som det ryktades om västerut. Han var förbjuden att kolonisera, men lyckades, genom sin övertalningsförmåga och den juridiska kunskap han tidigare hade inhämtat, övertala guvernören Velázquez att sätta in en extra klausul. Den skulle ge honom möjlighet att vidta nödvändiga åtgärder utan auktorisation, "för kungadömets bästa." I sista minuten kände Veláquez att Cortés var alltför ambitiös för sitt eget bästa, och ändrade sig och strök klausulen. 